# Austrocercella columbae
Austrocercella columbae är en bäcksländeart som beskrevs av Hynes 1981. Austrocercella columbae ingår i släktet Austrocercella och familjen Notonemouridae. Inga underarter finns listade i Catalogue of Life.